# Encalypta longicollis
Encalypta longicollis är en bladmossart som beskrevs av Bruch 1832. Encalypta longicollis ingår i släktet klockmossor, och familjen Encalyptaceae. Inga underarter finns listade i Catalogue of Life.